# Anne Braden
Anne McCarty Braden (28 de julio de 1924 - 6 de marzo de 2006) fue una activista, periodista y educadora estadounidense de derechos civiles dedicada a la causa de la igualdad racial. Junto con su marido compraron una casa en los suburbios para una pareja afroamericana durante las leyes Jim Crow. Los vecinos blancos quemaron cruces y lanzaron bombas hacia la casa. Durante el macartismo, Anne fue acusada de sedición. Escribió y organizó el movimiento de derechos civiles del sur antes de que las violaciones de los mismos se convirtieran en noticia nacional. Anne fue una de las activistas antirracistas blancas más francas del país y se organizó a través de divisiones raciales en movimientos ambientalistas, de mujeres y antinucleares.

## Historia
Nacida en Louisville, Kentucky, el 28 de julio de 1924, hija de Gambrell N. McCarty y Anita D. (Crabbe) McCarty y criada en Anniston, Alabama, una ciudad estrictamente segregada, Braden creció en una familia blanca de clase media que aceptaba las costumbres raciales del sur con entusiasmo. Anne era una devota episcopal y le molestaba la segregación racial, pero nunca la cuestionó hasta sus años universitarios en el Randolph-Macon Woman's College en Lynchburg, Virginia. A medida que crecía, experimentó lo que se ha enmarcado como una "narrativa de conversión racial", "una conversión de intensidad casi religiosa" y "ponerme a mi mismo del revés y del revés". La experiencia que más la afectó, en 1946, fue presenciar una marcha de veteranos negros hacia el juzgado de Birmingham, encabezada por Louis Burnham del Congreso de la Juventud Negra del Sur, exigiendo que se les diera el derecho al voto; con Anne cubriendo la historia como reportera del Birmingham News.
Después de trabajar en periódicos en Anniston y Birmingham, Anne regresó a Kentucky cuando era joven para escribir para The Louisville Times. Se convirtió en partidaria del Movimiento por los Derechos Civiles en un momento en el que era impopular entre los blancos del sur.

O encuentras una manera de oponerte al mal, o el mal se vuelve parte de ti y tú eres parte de él, y se envuelve alrededor de tu alma como los brazos de un pulpo... Si no me opusiera, sería... responsable de sus pecados.
Anne Braden

Mientras trabajaba en The Louisville Times, Anne conoció al también periodista Carl Braden, un sindicalista de izquierda. Se casaron en 1948. Ambos estuvieron profundamente involucrados en la causa de los derechos civiles y los posteriores movimientos sociales que ésta impulsó entre los años 1960 y 1970.

## Carrera

### Activismo temprano
En 1948, Anne y Carl Braden participaron activamente en la campaña de Henry Wallace, candidato a la presidencia por el Partido Progresista. Poco después de la derrota de Wallace, abandonaron el periodismo convencional para aplicar sus talentos como escritores al ala izquierda interracial del movimiento laboral a través del Sindicato FE (Trabajadores agrícolas y de equipamiento), que representa a los empleados de International Harvester de Louisville. 
Incluso cuando el movimiento sindical de posguerra se disolvió y se volvió menos militante, su participación en las causas de los derechos civiles se intensificaron. En 1950 encabezó una campaña para eliminar la segregación hospitalaria en Kentucky. En 1951 sufrió su primer arresto cuando lideró una delegación de mujeres blancas del sur organizada por el Congreso de Derechos Civiles en Misisipi para protestar por la ejecución de Willie McGee, un hombre afroamericano condenado por supuestamente haber abusado sexualmente de una mujer blanca llamada Willette Hawkins.

### Caso Wade
En 1954, Andrew y Charlotte Wade, una pareja afroamericana que conocía a los Braden por el activismo de su asociación, se acercaron a ellos con una propuesta que alteraría drásticamente las vidas de todos los involucrados. Los Wade, como muchos otros estadounidenses después de la Segunda Guerra Mundial, querían comprar una casa en un barrio de los suburbios. Pero, debido a las prácticas de las leyes Jim Crow, los Wade fracasaron durante meses en su intento de comprar una casa por su cuenta. Los Braden, que nunca dudaron en su apoyo a los derechos civiles de los afroamericanos, acordaron comprar la casa para los Wade.
El 15 de mayo de 1954, los Wade pasaron su primera noche en su nuevo hogar en el suburbio de Shively, Kentucky, en Louisville. Los vecinos (blancos) del barrio, al descubrir que se habían mudado negros al vecindario, quemaron una cruz frente a la casa, dispararon contra las ventanas y condenaron a los Braden por comprarla en nombre de los Wade. Los Wade actuaron dos días antes de la histórica condena de la Corte Suprema de los Estados Unidos a la política de segregación racial de las escuelas públicas en el caso Brown v. Board of Education, Topeka, Kansas. Seis semanas después, en medio de constantes tensiones comunitarias, la nueva casa de los Wade fue dinamitada una noche mientras estaban fuera.
Si bien Vernon Bown (un asociado de los Wade y los Braden) fue acusado del atentado, los verdaderos atacantes nunca fueron buscados ni judicializados. El macartismo afectó la terrible experiencia. En lugar de abordar la violencia de los segregacionistas, los investigadores alegaron que los Braden y otros que ayudaban a los Wade estaban afiliados al Partido Comunista, y convirtieron eso en el principal tema de preocupación de cara a la opinión pública. Los supremacistas blancos que estaban a favor de la segregación en ese momento los acusaron de ser presuntos comunistas y de haber diseñado el atentado para proporcionar una causa célebre y una oportunidad de recaudación de fondos, pero esto nunca fue probado.
No obstante, en octubre de 1954, Anne, Carl y otras cinco personas blancas fueron acusados de sedición. Después de un juicio sensacionalista, Carl Braden, el presunto cabecilla, fue declarado culpable de sedición y sentenciado a 15 años de prisión. Mientras Anne y los otros acusados esperaban un destino similar, Carl cumplió ocho meses, pero salió con una fianza de 40.000 dólares después de que una decisión de la Corte Suprema de los Estados Unidos (Pennsylvania contra Nelson) invalidara las leyes estatales sobre sedición y se retiraron todos los cargos contra Braden, pero los Wade se mudaron al oeste de Louisville, tradicionalmente negro.

### Fondo Educativo de la Conferencia del Sur
Debido a que fueron incluidos en la lista negra de empleos locales, los Braden aceptaban trabajos como organizadores de campo para el Fondo Educativo de la Conferencia Sur (SCEF), una pequeña organización de derechos civiles con sede en Nueva Orleans cuya misión era solicitar el apoyo de las personas blancas del sur para el asediado movimiento de derechos civiles del sur. En los años previos a que las violaciones de los derechos civiles del sur fueran noticia nacional, los Braden desarrollaron sus propios medios de comunicación, tanto a través del periódico mensual de SCEF, The Southern Patriot, como a través de numerosos panfletos y comunicados de prensa que publicitaban importantes campañas de derechos civiles.
El libro que Anne publicó en 1958 "The Wall Between" ayudó a colocar a los Braden entre los aliados blancos más dedicados del movimiento de derechos civiles.

Anne Braden y su marido fueron dos de las personas más odiadas de las décadas de 1950 y 1960 por los poderes existentes en el sur de Estados Unidos. Como blancos con impecables credenciales sureñas, desmintieron el mito de que todos los blancos del sur se oponían al movimiento de derechos civiles, y eso enloqueció a los racistas.
David Nolan

Carl Braden murió de manera repentina el 18 de febrero de 1975 por un infarto. Después de la muerte de Carl, Anne permaneció entre los activistas antirracistas blancos más abiertos del país. Ella instigó la formación de una nueva organización multirracial regional, el Comité Organizador del Sur para la Justicia Económica y Social (SOC), que inició batallas contra el racismo ambiental. Se convirtió en una voz instrumental en la Coalición Rainbow/PUSH de la década de 1980 y en las dos campañas presidenciales de Jesse Jackson, además de organizarse a través de divisiones raciales en los nuevos movimientos ambientalistas, de mujeres y antinucleares que surgieron en esa década.
En 1977, Anne se convirtió en asociada del Instituto de Mujeres para la Libertad de Prensa (WIFP). Una organización sin fines de lucro que trabaja para aumentar la comunicación entre mujeres y conectar al público con formas de medios basados en mujeres.
En 2005, Anne se unió a las manifestaciones contra la guerra de Louisville en silla de ruedas. Cofundó la Alianza de Kentucky Contra la Represión Política y Racista y continuó participando en el activismo local que aborda las preocupaciones modernas sobre la brutalidad policial, el racismo ambiental y los derechos LGBT.

## Vida personal y muerte
En 1948 se casó con el también periodista Carl Braden, un sindicalista de izquierda.
Los Braden tuvieron tres hijos: James, un becado de Rhodes y graduado en 1980 de la Facultad de Derecho de Harvard, donde fue editor en el Harvard Law Review; Anita, nacida en 1953, que murió de un trastorno pulmonar a los 11 años, y Elizabeth, nacida en 1960, que ha trabajado como profesora en muchos países del mundo.
Anne Braden murió el 6 de marzo de 2006 en el Hospital Judío de Louisville y fue enterrada en el cementerio Eminence en Eminence, Kentucky. Sólo tres días antes, había completado una propuesta para un campamento de verano para activistas locales.

## Premios
Anne recibió la primera Medalla de la Libertad Roger Baldwin de la Unión Estadounidense por las Libertades Civiles en 1990 por sus contribuciones a las libertades civiles. A medida que envejecía, su activismo se centró más en Louisville, donde siguió siendo líder en campañas antirracistas y enseñó clases de historia sobre la justicia social en la Universidad de Louisville y la Universidad del Norte de Kentucky.

## Legado
Después de su muerte, el Instituto Anne Braden para la Investigación de la Justicia Social se estableció en la Universidad de Louisville en noviembre de 2006 y se inauguró oficialmente el 4 de abril de 2007. El instituto se centra en la justicia social a nivel mundial, pero se concentra en el sur de los Estados Unidos y el área de Louisville.
El grupo de hip hop alternativo Flobots rindió homenaje con la canción "Anne Braden" en su álbum de 2007 Fight With Tools. La pista incluye varias muestras de audio de Anne Braden, que describen su vida y sus pensamientos sobre la raza con sus propias palabras.

## Obras
En 1958, Anne escribió The Wall Between, una memoria sobre su caso de sedición. Uno de los pocos libros de su época que analizaba la psicología del racismo blanco sureño desde dentro. El libro fue elogiado por líderes de derechos humanos como Martin Luther King Jr. y Eleanor Roosevelt, y quedó en segundo lugar del Premio Nacional del Libro.
Desde la década de 1980 hasta la del 2000, Anne escribió para Southern Exposure, Southern Changes, National Guardian y Fellowship.
- Braden, Anne (1958). The wall between. New York: Monthly Review Press.
- Braden, Anne (1964). House Un-American Activities Committee: Bulwark of Segregation. Los Angeles, California: National Committee to Abolish the House Un-American Activities Committee.[20]
- Braden, Anne (1981). «Preface».  En Reed, ed. Education for building a people's movement. Boston, MA: South End Press.
- Braden, Anne (30 de junio de 1965). «The Southern Freedom Movement in Perspective». Monthly Review 17 (3): 1. doi:10.14452/MR-017-03-1965-07_1.
- Anne Braden: Southern Patriot (1924-2006). Dirigida por Anne Lewis y Mimi Pickering.